# Atención flotante
La atención flotante es una expresión creada por Sigmund Freud para designar la regla técnica según la cual el analista debe escuchar al paciente sin privilegiar ningún elemento del discurso de este último y dejando obrar su propia actividad inconsciente. Freud formuló esta técnica explícitamente así en Consejos al médico sobre el tratamiento psicoanalítico en 1912: «No debemos otorgar una importancia particular a nada de lo que oímos y conviene que le prestemos a todo la misma atención flotante». La atención flotante supone por consiguiente, por parte del analista, la supresión momentánea de sus prejuicios conscientes y de sus defensas inconscientes.
Según la técnica de la atención flotante, el psicoanalista no debe privilegiar, en su escucha, ninguno de los elementos particulares del discurso del analizado. La atención flotante es, en relación con el analista, el proceso correspondiente o contrapunto de la asociación libre (de la manera no selectiva en que el analizando debe comunicar sus ocurrencias durante el análisis).
La atención flotante es uno de los tres elementos o preceptos que forman parte de la disposición psíquica o actitud anímica del psicoanalista, siendo la neutralidad y la regla de abstinencia los otros dos. El conjunto de estos tres elementos permite crear una atmósfera de comunicación "de inconsciente a inconsciente" que hace posible la asociación libre.
En palabras de Freud, para el analista «(la) técnica es muy simple. Desautoriza todo recurso auxiliar, aun el tomar apuntes, según luego veremos, y consiste meramente en no querer fijarse {merken} en nada en particular y en prestar a todo cuanto uno escucha la misma atención parejamente flotante».